# تعداد إيران 2016
طبقا للمركز الإحصائي في إيران في عام 2016 وصل عدد السكان بايران إلى 79,926,270 مليون نسمة حيث 39,427,828 اناث و40,498,442 ذكور. وتظهر الدراسات ان معدل النمو السكاني سيستمر بالتباطؤ حتى يستقر بعد الـ100 مليون نسمة بحلول عام 2050. أكثر من نصف سكان إيران اعمارهم تحت الـ35 عام (2012).